# Geilaro
Geilaro (em latim: Geilaris) foi um nobre vândalo do século V. Era filho de Gentão e neto do rei Genserico (r. 428–477). Casou-se com uma mulher de nome desconhecido com quem teve Gelimero (r. 530–534), Tzazão e Amatas.